# Rottweil
Rottweil (De-Rottweil.oggⓘ) je najstariji grad njemačke savezne pokrajine Baden-Württemberg. Nalazi se 90 km južno od Stuttgarta. Rottweil je osnovan 73. godine u doba Rimljana pod carem Vespazijanom. Tako je Rottweil najstariji grad u Baden-Württembergu.

## Pasmina Rottweiler
Pasmina rottweiler, služila je u regiji oko grada pastirima. U Rottweilu su se u prošlosti održavali sajmovi goveda i "pas Rottweiler" je služio kao pastirski pas. Pretpostavlja se da je zato i dobio to ime.

## Vanjske poveznice
- Službena stranica (njem.)

### Ostali projekti
|  | Zajednički poslužitelj ima još gradiva o temi Rottweil |